# 游永年
游永年（?—?），贵州大方人，清朝政治人物。同進士出身。
乾隆十九年（1754年）甲戌科進士，三甲八十三名，官知縣。